# Ragueneau
Ragueneau es un municipio parroquial canadiense situado en la provincia de Quebec.

## Superficie
Ragueneau tiene una superficie de 179,83 km².

## Demografía
En 2021, tenía 1314 habitantes, una densidad poblacional de 7,3 hab./km², y 713 viviendas.